# Sea-Land D-7-Klasse
Die D-7-Klasse ist eine aus drei Containerschiffen bestehende Klasse der US-amerikanischen Reederei Sea-Land Corporation, die heute von der US-amerikanischen Reederei Horizon Lines eingesetzt wird.

## Geschichte
Die Schiffe wurden am 22. Oktober 1984 von der Sea-Land Corporation geordert und sollten vom Oktober 1986 bis zum Mai 1987 abgeliefert werden. Gebaut wurde die aus drei Einheiten bestehende und rund 180 Millionen US-Dollar teure Baureihe in den Jahren 1985 bis 1987 von der der Werft Bay Shipbuilding in Sturgeon Bay. Nach der Ablieferung des letzten der drei Schiffe trat in der Schiffbauindustrie der Vereinigten Staaten das erste Mal seit der Staatsgründung die Situation auf, dass sich kein einziges Handelsschiff mehr im Bau befand.
Die Schiffe wurden für den ganzjährigen Dienst zwischen Tacoma, Anchorage, Kodiak und Dutch Harbor gebaut und befinden sich bis heute auf dieser Route. Nachdem die CSX Corporation Sea-Land im Jahr 1986 übernommen hatte, wurden die Schiffe zunächst unter ihren angestammten Sealand-Namen weiterbetrieben. Im März 1999 teilte CSX das Sea-Land-Geschäft in die drei Unternehmensteile Global Liner Division, Sea-Land Domestic und den Terminalbetrieb auf. Nach der Übernahme von Sea-Land's Global Liner Division durch Maersk im November 1999 blieben die drei Schiffe Teil von Sea-Land Domestic, die von CSX weitergeführt wurde. Die Schiffe erhielten dazu Namen, bei denen das vorangestellte "Sea-Land" durch "CSX" ersetzt wurde. Im Jahr 2001 gründete CSX Lines die Tochtergesellschaft Horizon Services Group und im Februar 2003 wurde CSX an die Carlyle Group veräußert, die das Reedereigeschäft unter dem Namen Horizon Lines weiterbetrieb. Die drei D-7-Schiffe wurden daraufhin erneut umbenannt, wobei das vorangestellte "CSX" diesmal durch "Horizon" ersetzt wurde.

## Technik
Die Schiffe haben achtern über der Antriebsanlage angeordnete Aufbauten. Alle Laderäume befinden sich vor dem Deckshaus, sind mit Cellguides versehenen und werden von Pontonlukendeckeln verschlossen. Die Containerkapazität beträgt rund 1400 TEU und es stehen 168 Kühlcontaineranschlüsse zur Verfügung. Bei einer homogenen Beladung mit vierzehn Tonnen schweren Containern reduziert sich die Kapazität.
Der Hauptantrieb besteht aus einem in Japan von Mitsui in MAN-B&W-Lizenz gebauten Neunzylinder-Schiffsdieselmotor des Typs 7L70MC mit einer Leistung von rund 20.000 PS, der direkt auf einen Festpropeller wirkt. Die Schiffe erreichen damit eine Geschwindigkeit von etwa 20 kn. Die Energieversorgung wird von zwei Hilfsdieseln mit jeweils 2000 kW Leistung und zwei Hilfsdieseln mit jeweils 1200 kW Leistung sichergestellt. Zur Unterstützung der An- und Ablegemanöver ist ein Bugstrahlruder vorhanden.

## Die Schiffe
| D-7-Klasse                   | D-7-Klasse | D-7-Klasse | D-7-Klasse                                            | D-7-Klasse                                                                | D-7-Klasse |
| Bauname                      | Baunummer  | IMO-Nummer | Kiellegung Stapellauf Ablieferung                     | Spätere Namen und Verbleib                                                |            |
| ---------------------------- | ---------- | ---------- | ----------------------------------------------------- | ------------------------------------------------------------------------- | ---------- |
| Sea-Land Anchorage           | 735        | 8419142    | 14. August 1985 31. Mai 1986 10. Juli 1987            | CSX Anchorage (2000) → Horizon Anchorage (2003) → Matson Anchorage (2016) |            |
| Sea-Land Tacoma              | 736        | 8419154    | 6. November 1985 27. September 1986 4. September 1987 | CSX Tacoma (2000) → Horizon Tacoma (2003) → Matson Tacoma (2016)          |            |
| Sea-Land Kodiak              | 737        | 8419166    | 3. Juni 1986 20. Dezember 1986 9. November 1987       | CSX Kodiak (2000) → Horizon Kodiak (2003) → Matson Kodiak (2015)          |            |
| Daten: Equasis, grosstonnage |            |            |                                                       |                                                                           |            |